# Editura Militară

Insignă aniversară 1950-2005

Editura Militară a fost înființată, formal, la 17 aprilie 1950: "De acord. Editura Militară va rămâne un organ al M.F.A.(Ministerului Forțelor Armate)sub formă de direcție condusă de D.S.P.A. (Direcția Superioară Politică a Armatei)" Semnat: general-locotenent Emil Bodnăraș, ministrul forțelor armate. La 27 decembrie 1950, editura - sub denumirea de Editura Militară a Ministerului Forțelor Armate ale R.P.R. (Republicii Populare Române) - a fost înființată, efectiv, ca unitate militară separată, cu indicativ militar propriu (U.M. 02532), având în organigramă, la 1.01.1951: 33 ofițeri (o funcție de general-locotenent/ comandantul, o funcție de general-maior/ primul dintre cei trei redactori-șefi), 8 subofițeri și 118 funcționari civili. Editura avea ca obiectiv asigurarea apariției lucrărilor de doctrină, de istorie și memorialistică, știință și artă militară, necesare educării în spirit patriotic și informării cadrelor militare și ostașilor cu ceea ce este nou în domeniile instrucției și educației, strategiilor și mijloacelor tehnice de apărare, menținerii contactului cu noutățile în domeniul instrucției și al educației, al strategiilor și mijloacelor tehnice de apărare. 
În scopul susținerii procesului de ideologizare rapidă a militarilor, conducerea Partidului Muncitoresc Român/Partidului Comunist Român a cooperat cu sovieticii pentru a trimite în armata română, în perioada 1944-1949, peste 2 000 de activiști de partid și ai organizațiilor de masă, în loturi succesive. Astfel, Nicolae Ceaușescu, Mihail Florescu, Ion Enescu, Alexandru Teodorescu, Ion Ioniță (viitor ministru al Forțelor Armate), Virgil Trofin, Victor Voichiță, Gheorghe Stoica, Ioan Rab, Constantin Antip, Boris Holban, Ilie Ungureanu, Gheorghe Zaharia, Laurian Medvedovici, Corneliu Soare, Trofim Gubrei și Vasile Gherghescu au primit direct grade militare, devenind peste noapte ofițeri și au fost numiți în funcții de conducere pe diferite trepte ierarhice. 
A început să funcționeze în anul 1950, publicând lucrări de doctrină, știință și artă militară, de istorie și memorialistică, necesare formării cadrelor militare și ostașilor, menținerii contactului cu noutățile în domeniul instrucției și al educației, al strategiilor și mijloacelor tehnice de apărare, al cultivării spiritului patriotic.
De-a lungul existenței sale, Editura a traversat perioadele care au marcat istoria postbelică a României încercând să facă față vicisitudinilor specifice unui regim dirijist și îndeplinind, în consecință, și sarcini de editare și de tipărire a unor lucrări care au exprimat ideologia timpului. Prin diversificarea tematică, aducerea unor autori de prestigiu, prin servirea adevărului științific, ca și prin publicarea unor lucrări beletristice subordonate cu precădere principiului estetic s-a reușit, în cele mai multe cazuri, să fie depășite barierele impuse de factorul politic. Ea și-a dobândit, astfel, un bun renume pe plan cultural, aici reușind să apară, prin eforturile și tenacitatea redactorilor, cărți care uneori nu izbutiseră să treacă de furcile caudine ale cenzurii la alte edituri.
Colecțiile Editurii Militare ca și lucrările de sine stătătoare au îmbrățișat arii tematice diverse, de la strategie, artă operativă și tactică, la istorie, memorii de război, lucrări de tehnică militară sau de medicină specifică înfruntărilor armate, drept umanitar internațional, literatură beletristică – roman istoric, roman de aventuri, poezie etc. Au intrat în conștiința publicului seria „File din istoria militară a poporului român“, colecțiile „Memorii de război“ și "Tradiții de luptă", „Mica bibliotecă de știință militară“ și „Mica bibliotecă tactică“, "Cartea ostașului", „Sfinx“ și altele. Ponderea cea mai importantă în planul editorial, care, la sfârșitul anilor `80 însuma peste o sută de titluri, au constituit-o creațiile sau studiile științifice originale. S-a acordat însă atenția cuvenită și traducerilor, nu numai din literatura militară sau istorică ci și beletristică, acestea constituind, la rândul lor, un mijloc de informare ca și de destindere, un suport pentru formarea unui bun nivel de cunoștințe de cultură generală și de specialitate.
După Revoluția Română din 1989, Editura Militară s-a aliniat eforturilor de modernizare și de reformă ale Armatei României, desfășurate în vederea integrării în Organizația Tratatului Atlanticului de Nord și în Uniunea Europeană, adaptându-și programele și proiectele la cerințele formative și informative ale acestei perioade de mari schimbări pe toate planurile.
Foarte mulți dintre specialiștii militari în diferite domenii au publicat aici lucrări care au constituit contribuții demne de remarcat la dezvoltarea artei și științei militare, a tehnicii militare românești, având un rol definitoriu pentru cariera lor viitoare, mulți ajungând pe trepte înalte în ierarhia militară sau ocupând posturi esențiale în cercetarea științifică de profil, în sistemul învățământului militar.
Politica de traduceri a editurii a adus în cultura română – militară și generală – operele unor autori de importanță recunoscută la nivel mondial, precum Sun Tzu, Carl von Clausewitz, Basil Lidell Hart, Gaston Bouthoul, André Fontaine, Jean-Pierre Cathala, Michel Droit, memorialiști ca Julian Amery sau Carl Gustaf Emil Mannerheim.
Editura Militară se află pe un traseu al redefinirii și al realizării unei supleți mai mari în orientarea și dimensionarea proiectelor editoriale, în consonanță cu nevoile de informare ale cadrelor militare și ale publicului larg în privința fenomenului militar contemporan, cu necesitatea ca instituția să se constituie într-un autentic vector de imagine pentru instituția militară, ca și pentru a răspunde provocărilor de ordin tehnic și ideatic ale acestui început de mileniu.
Consiliul științific al Editurii este alcătuit din: prof. univ. dr. Ion Bulei (Universitatea București, Facultatea de Istorie), general-locotenent prof. univ. dr. Teodor Frunzeti (rectorul Universității Naționale de Apărare „Carol I”), colonel (r) prof. univ. dr. Petre Otu (Universitatea din Pitești, Facultatea de științe socio-umane, președintele Comisiei Române de Istorie Militară), prof. univ. dr. Mihai Retegan (Universitatea București, Facultatea de Istorie), general de brigadă prof. univ. dr. Liviu Scrieciu (Universitatea Națională de Apărare „Carol I”).
Ca și în celelalte țări din zona de influență (și ocupație) sovietică, Editura Militară a fost înființată pentru a asigura difuzarea propagandei politice în armată. În primii ani de la înființare, Editura Militară a Ministerului Forțelor Armate edita broșurele tipărite pe hârtie subțire de ziar intitulate "Material pentru lecțiile politice", care conțineau tot ceea ce trebuia să știe și să înțeleagă un cadru de nădejde al partidului în uniformă militară. Multă vreme, producția literară a fost insignifiantă și marginală, tocmai datorită fidelității față de acest principiu.
Din 1957-1958 au început să capete pondere cărțile aparținând unor autori români, în special de beletristică sau privind istoria militară națională, pentru ca 1964 să fie primul an în care traducerile din limba rusă nu s-au mai regăsit, preponderent, în producția editorială. În perioada următoare, numărul titlurilor publicate crea crescut în mod semnificativ și, ceea ce este poate mai important, a crescut și calitatea autorilor și a cărților.
La sfârșitul anilor 1980 editura publica nu mai puțin de 100 de titluri anual.
În cursul anilor, Editura Militară a publicat personalități culturale, științifice și politice importante din România, precum Constantin C. Giurescu, Dinu C. Giurescu, Hadrian Daicoviciu, Dan Berindei, Florin Constantiniu, Radu R. Florescu, Constantin Olteanu, Ilie Ceaușescu, Andrei Pippidi, Mihai Retegan, Nicolae Stoicescu, Mircea Mușat, Dumitru Mazilu, Mihail E. lonescu, Gheorghe Niculescu, Iuliu Șuteu, Mircea Olteanu, Ioan Nedelcu, Gheorghe Zaharia, Constantin Antip, Valentin Arsenie, Gheorghe Marin, Ion Șuța, scriitori ca Nichita Stănescu, Marin Preda, Marin Sorescu, Petre Sălcudeanu, Mircea Horia Simionescu, Grigore Hagiu, Mircea Nedelciu, Costache Olăreanu, Traian T. Coșovei și alții. Multe dintre lucrările publicate de Editura Militară au dobândit o binemeritată recunoaștere pe plan național, unele fiind răsplătite cu Premiul Academiei Române.
În martie 1990, Ioan Talpeș, redactor șef al Editurii Militare, cu gradul de locotenent-colonel, a fost ales, prin votul secret al echipei redacționale, directorul Editurii Militare, prima și singura "alegere" într-o instituție militară.
După Revoluția din decembrie 1989, Editura Militară s-a aliniat eforturilor de modernizare și de reformă ale Armatei României, desfășurate în vederea integrării în Organizația Tratatului Atlanticului de Nord și în Uniunea Europeană, adaptându-și programele și proiectele la cerințele formative și informative ale acestei perioade.
În prezent, Editura Militară este o marcă înregistrată a Ministerului Apărării Naționale, recunoscută de către Consiliul Național al Cercetării Ștințifice din Învățământul Superior (cod CNCSIS 010).

## Colecții
- Columna